# Karýdion
Karýdion (en grec moderne : Καρύδιον) est un village de Crète, en Grèce, appartenant au dème d'Ágios Nikólaos et au nome de Lassíthi. Selon le recensement de 2011, sa population était de 83 habitants.